# Christoph von Schwitzen
Christoph Freiherr von Schwitzen (auch Schwizen; * 14. Juli 1755 in Graz; † 23. September 1796 ebenda) war ein österreichischer Verwaltungsbeamter.

## Leben
Schwitzen stammte aus gleichnamigem Adelsgeschlecht und war Sohn des Landrats Joseph Freiherr von Schwitzen und Bruder des Sigmund  Freiherr von Schwitzen (1747–1834), Herrn der Herrschaft Waldegg im Grätzer Kreis, k.k. Staats- und Konferenzrats sowie vormals Kreishauptmanns in Laibach und wirklichen Staatsgüter-Administrators von ganz Innerösterreich.
Er absolvierte das Grazer Gymnasium und anschließend das Studium der Philosophie und Rechtswissenschaft an der Universität Graz. Er wurde im Anschluss Kommissär im k.k. Kreisamt in Marburg an der Drau, dann 1786 Kreishauptmann in Graz und schließlich 1795 Gubernialrat und Referent in Studien- und Polizeiangelegenheiten in Graz.
Schwitzen galt als vorbildlicher Verwaltungsbeamter und vehementer Vertreter des Josephinismus. Er wandte sich unter anderem gegen Religionsmissbräuche. Große Verdienste erwarb er sich durch die Förderung des Volksschulwesens, wobei es ihm gelang, den Schulbesuch deutlich zu heben. Auch war er um eine Verbesserung der Landwirtschaft bemüht.
Schwitzen soll einen ungesunden Lebenswandel gepflegt haben, der zu seinem frühen Tod führte.

## Werke (Auswahl)
- Versuch einer Anleitung für Junge Herrschafts-Beamte in Oesterreich, zur Kenntnis einiger der besten Bücher, die von den Hauptgegenständen einer Herrschafts-Verwaltung händeln, Widmannstätten, Graz 1787.
- Aktenstücke, die Wiedereinführung des alten Steuer- und Urbarial-Systems in dem Herzogthume Steyermark betreffend, Widmanstätten, Graz 1791.
- Uiber die Stallfütterung und Vertheilung der Gemeinweiden, Widmanstätten, Graz 1791.